# Жеремі Кадо
Жеремі Кадо (фр. Jérémy Cadot; нар. 7 листопада 1986 року, Ланс, Франція) — французький фехтувальник (рапіра), срібний призер Олімпійських ігор 2016 року в командній рапірі, дворазовий чемпіон Європи, призер чемпіонату світу та Європи.

## Виступи на Олімпіадах
| Олімпіада | Дисципліна           | Місце |
| --------- | -------------------- | ----- |
| Ріо 2016  | індивідуальна рапіра | 17    |
| Ріо 2016  | командна рапіра      | 2     |